# United States Chess League 2011
Die United States Chess League 2011 war die siebte Austragung der United States Chess League, der US-amerikanischen Mannschaftsmeisterschaft im Schach.
Meister wurde die Mannschaft der New York Knights, während der Titelverteidiger New England Nor'easters die Qualifikation zum Playoff verpasste. Wie im Vorjahr wurde der Wettbewerb mit 16 Mannschaften ausgetragen.
Zu den gemeldeten Mannschaftskadern siehe Mannschaftskader der United States Chess League 2011.

## Spieltermine
Die Wettkämpfe der Vorrunde (Regular Season) fanden statt am 29./31. August, 6./7., 12./14., 19./21. und 26./28. September, 3./5., 11./12. und 24./26. Oktober sowie 31. Oktober/2. November 2011, wobei jeweils vier Wettkämpfe am ersten und zweiten Termin gespielt wurden (außer in der ersten Runde, in der drei Wettkämpfe am 29. August und fünf am 31. August ausgetragen wurden). Je zwei Wettkämpfe des Viertelfinals wurden am 7. und 9. November gespielt, das Halbfinale fand am 14. November statt, und das Finale am 20. November. Alle Wettkämpfe wurde via Internet auf dem Server des Internet Chess Club gespielt.

## Modus
Die 16 teilnehmenden Teams wurden in zwei Achtergruppen (Eastern Division und Western Division) eingeteilt. Jede Mannschaft spielte je zweimal gegen zwei andere Mitglieder der gleichen Gruppe und je einmal gegen die fünf übrigen Mannschaften der gleichen Gruppen und gegen ein Team der anderen Gruppe. Über die Platzierung entschied zunächst die Anzahl der Mannschaftspunkte (ein Punkt für einen Sieg, ein halber Punkt für ein Unentschieden, kein Punkt für eine Niederlage), anschließend die Zahl der Brettpunkte (ein Punkt für einen Sieg, ein halber Punkt für ein Unentschieden, kein Punkt für eine Niederlage). Die ersten Vier jeder Gruppe qualifizierten sich für die Finalrunde (Playoff), die im k.-o.-System ausgetragen wurde.

## Vorrunde

### Gruppeneinteilung
Die 16 Mannschaften wurden wie folgt in die zwei Vorrunden eingeteilt:
| Eastern Division        | Western Division        |
| ----------------------- | ----------------------- |
| New York Knights        | San Francisco Mechanics |
| Baltimore Kingfishers   | Miami Sharks            |
| Boston Blitz            | Dallas Destiny          |
| Philadelphia Inventors  | Seattle Sluggers        |
| New Jersey Knockouts    | St. Louis Arch Bishops  |
| Manhattan Applesauce    | Arizona Scorpions       |
| Carolina Cobras         | Chicago Blaze           |
| New England Nor'easters | Los Angeles Vibe        |

### Eastern Division
Während sich Philadelphia und New York bereits vorzeitig für das Playoff qualifizierten, fiel die Entscheidung über die beiden weiteren Playoff-Teilnehmer erst in der letzten Runde zwischen Boston, Manhattan und New England.

#### Abschlusstabelle
| Pl. | Verein                         | Sp | G | U | V | MP      | Brett-P.  |
| --- | ------------------------------ | -- | - | - | - | ------- | --------- |
| 01. | Philadelphia Inventors         | 10 | 7 | 2 | 1 | 8,0:2,0 | 25,5:14,5 |
| 02. | New York Knights               | 10 | 5 | 2 | 3 | 6,0:4,0 | 22,0:18,0 |
| 03. | Boston Blitz                   | 10 | 5 | 2 | 3 | 6,0:4,0 | 20,0:20,0 |
| 04. | Manhattan Applesauce           | 10 | 3 | 5 | 2 | 5,5:4,5 | 22,5:17,5 |
| 05. | New England Nor'easters (M, D) | 10 | 4 | 3 | 3 | 5,5:4,5 | 20,5:19,5 |
| 06. | Baltimore Kingfishers          | 10 | 2 | 2 | 6 | 3,0:7,0 | 16,5:23,5 |
| 07. | Carolina Cobras                | 10 | 2 | 2 | 6 | 3,0:7,0 | 15,5:24,5 |
| 08. | New Jersey Knockouts           | 10 | 1 | 3 | 6 | 2,5:7,5 | 16,5:23,5 |

#### Entscheidungen
|     | qualifiziert für das Playoff: Philadelphia Inventors, New York Knights, Boston Blitz, Manhattan Applesauce |
| (M) | Vorjahresmeister                                                                                           |
| (D) | Divisionssieger des Vorjahres                                                                              |

### Western Division
Vor der letzten Runde waren Chicago und Los Angeles bereits für die Playoffs qualifiziert, die Entscheidung über die beiden weiteren Playoff-Plätze fiel zwischen San Francisco, Dallas, Arizona und Miami.

#### Abschlusstabelle
| Pl. | Verein                  | Sp | G | U | V | MP      | Brett-P.  |
| --- | ----------------------- | -- | - | - | - | ------- | --------- |
| 01. | Chicago Blaze           | 10 | 8 | 1 | 1 | 8,5:1,5 | 28,0:12,0 |
| 02. | Los Angeles Vibe        | 10 | 5 | 3 | 2 | 6,5:3,5 | 22,5:17,5 |
| 03. | San Francisco Mechanics | 10 | 3 | 5 | 2 | 5,5:4,5 | 21,0:19,0 |
| 04. | Dallas Destiny          | 10 | 3 | 5 | 2 | 5,5:4,5 | 20,5:19,5 |
| 05. | Arizona Scorpions (D)   | 10 | 2 | 5 | 3 | 4,5:5,5 | 19,5:20,5 |
| 06. | Miami Sharks            | 10 | 4 | 1 | 5 | 4,5:5,5 | 19,0:21,0 |
| 07. | Seattle Sluggers        | 10 | 1 | 5 | 4 | 3,5:6,5 | 16,0:24,0 |
| 08. | St. Louis Arch Bishops  | 10 | 1 | 2 | 7 | 2,0:8,0 | 14,5:25,5 |

#### Entscheidungen
|     | qualifiziert für das Playoff: Chicago Blaze, Los Angeles Vibe, San Francisco Mechanics, Dallas Destiny |
| (D) | Divisionssieger des Vorjahres                                                                          |

## Endrunde

### Übersicht
|  | Viertelfinale           | Viertelfinale |  |  | Halbfinale           | Halbfinale    |    |  | Finale | Finale |
|  |                         |               |  |  |                      |               |    |  |        |        |
|  |                         |               |  |  |                      |               |    |  |        |        |
|  | Philadelphia Inventors  | 1             |  |  |                      |               |    |  |        |        |
|  | Manhattan Applesauce    | 3             |  |  | Manhattan Applesauce | 1½            |    |  |        |        |
|  |                         |               |  |  | New York Knights     | 2½            |    |  |        |        |
|  | New York Knights        | 2             |  |  |                      |               |    |  |        |        |
|  | Boston Blitz            | 2             |  |  | New York Knights     | 2½            |    |  |        |        |
|  |                         |               |  |  |                      | Chicago Blaze | 1½ |  |        |        |
|  | Chicago Blaze           | 2             |  |  |                      |               |    |  |        |        |
|  | Dallas Destiny          | 2             |  |  | Chicago Blaze        | 2½            |    |  |        |        |
|  |                         |               |  |  | Los Angeles Vibe     | 1½            |    |  |        |        |
|  | Los Angeles Vibe        | 2½            |  |  |                      |               |    |  |        |        |
|  | San Francisco Mechanics | 1½            |  |  |                      |               |    |  |        |        |

### Entscheidungen
|  | US-amerikanischer Mannschaftsmeister: New York Knights |

### Viertelfinale
Alle Wettkämpfe sahen knappe Entscheidungen, mit New York und Chicago erreichten die späteren Finalisten sogar nur dank der besseren Vorrundenplatzierung nach einem 2:2 gegen Boston beziehungsweise Dallas das Halbfinale.

### Halbfinale
Auch im Halbfinale fielen die Entscheidungen knapp aus.

### Finale
Mit einem 2,5:1,5-Sieg gewann New York den zweiten Titel nach 2009.

## Auszeichnungen

### Most Valuable Player
Der Titel des Most Valuable Player (MVP) wurde aufgrund der Vorrundenergebnisse vergeben. Für eine Gewinnpartie am ersten Brett erhielt ein Spieler vier Punkte, für eine Niederlage wurden ihm vier Punkte abgezogen. Am zweiten Brett wurden analog drei Plus- beziehungsweise Minuspunkte vergeben, am dritten Brett 2,5 und vierten Brett zwei. Zusätzlich wurde für jede mit den schwarzen Steinen erreichte Gewinn- und Remispartie ein Punkt gutgeschrieben. Den Titel gewann Giorgi Katscheischwili (New York) mit 25 Punkten, auf den Plätzen 2 und 3 folgten Conrad Holt (Dallas) und Ben Finegold mit je 23 Punkten. Aufgrund des besseren Einzelergebnisses belegte Holt den zweiten Platz.

### Rookie of the Year
Der Titel des Rookie of the Year wurde für den erfolgreichsten Debütanten in der USCL vergeben. Der Titel ging an William Fisher (Philadelphia), der 9,5 Punkte aus 10 Partien erreichte.

### Most Improved Player
Der Titel des Most Improved Player wurde an den Spieler vergeben, der seine Turnierleistung im Vergleich zu seinen vorherigen Teilnahmen an der USCL am meisten steigern konnte. Der Titel ging an Mackenzie Molner (Arizona).

### All Star Teams
Es wurden drei All Star Teams nominiert. Dem ersten Team gehörten Jorge Sammour-Hasbun (Boston), Conrad Holt (Dallas), Jay Bonin und William Fisher (beide Philadelphia) an, dem zweiten Giorgi Katscheischwili (New York), Levon Altounian (Arizona), Tatev Abrahamyan (Los Angeles) und Sam Schmakel (Chicago) und dem dritten Ben Finegold (St. Louis), Jesse Kraai (San Francisco), Angelo Young (Chicago) und Roland Feng (Seattle).

### Game of the Year
Nach jeder Runde wurde eine Partie der Woche (Game of the Week) gewählt, aus den 13 Partien der Woche sowie sieben weiteren Partien (Wildcards) wurde die Partie des Jahres (Game of the Year) gewählt. Der Titel ging an die Gewinnpartie von Melikset Khachiyan (Los Angeles) gegen Ioan-Cristian Chirilă (Dallas) aus der fünften Runde, auf den Plätzen 2 und 3 folgten die Gewinnpartien von Jorge Sammour-Hasbun (Boston) gegen Lev Milman (Manhattan) aus der zweiten und gegen Giorgi Katscheischwili (New York) aus der dritten Runde.

## Die Meistermannschaft
| 1.            | New York Knights |
| Schachfiguren | Giorgi Katscheischwili, Pascal Charbonneau, Irina Krush, John Fedorowicz, Matthew Herman, Leif Pressman, Michael Bodek, Justus Williams, John Fernandez, Ben Gershenov. |